# Phanerotoma nigripelta
Phanerotoma nigripelta är en stekelart som beskrevs av Muesebeck 1955. Phanerotoma nigripelta ingår i släktet Phanerotoma och familjen bracksteklar. Inga underarter finns listade i Catalogue of Life.